# Харале
Харале (рум. Harale) — село у повіті Ковасна в Румунії. Входить до складу комуни Гелінца.
Село розташоване на відстані 165 км на північ від Бухареста, 33 км на схід від Сфинту-Георге, 55 км на північний схід від Брашова.

## Населення
За даними перепису населення 2002 року у селі проживали 264 особи, з них 260 осіб (98,5%) угорців. Рідною мовою 257 осіб (97,3%) назвали угорську.